# Ces jours heureux
Ces jours heureux est un 
court métrage français écrit et réalisé en 2001 par Éric Toledano et Olivier Nakache. Les réalisateurs l'ont ensuite adapté en long métrage avec Nos jours heureux, sorti en 2006.

## Distribution
- Lorànt Deutsch  : Vincent, le directeur la colonie de vacances
- Omar Sy : Brice, un joyeux animateur de la colo
- Fred Testot : Thomas
- Véronique Dossetto : Nadine, animatrice et infirmière de la colo
- Elsa Kikoïne : Julie
- Jean Lescot : le père de Vincent
- Lionel Abelanski : Jean-François Bichavent, pédopsychiatre qui a du mal à se séparer de son fils caractériel
- Catherine Hosmalin : Madame Audibert, la femme du cuisinier, cuisinière elle aussi
- Valérie Benguigui : Madame Gabison
- Alexandre de La Patellière : le père de Camille
- Barbara Schulz : Carole, la mère de Camille
- Édith Cebula : Madame Jamain, la mère de Kevin
- Thierry Godard : Monsieur Demarso, le père de Nicolas
- Soria Moufakkir : Madame Bardouze
- Géraldine Nakache : une mère de famille

## Distinctions
Le court métrage est récompensé à l'automne 2001 du premier prix du jury et du premier prix du public au festival du court métrage d'humour de Meudon.

## Autour du film
Les acteurs Omar Sy, Catherine Hosmalin, Lionel Abelanski et Idit Cebula jouent dans ce court-métrage et aussi dans son adaptation en long-métrage Nos jours heureux (2006).